# Alpigenobombus
Sous-genre
Alpigenobombus est un sous-genre de bourdons du genre Bombus.
Liste des espèces de ce sous-genre :
- Bombus angustus
- Bombus breviceps
- Bombus genalis
- Bombus grahami
- Bombus kashmirensis
- Bombus nobilis
- Bombus wurflenii